# Blechnum minus
Blechnum minus är en kambräkenväxtart som först beskrevs av Robert Brown, och fick sitt nu gällande namn av Constantin von Ettingshausen. Blechnum minus ingår i släktet Blechnum och familjen Blechnaceae. Inga underarter finns listade.

## Bildgalleri

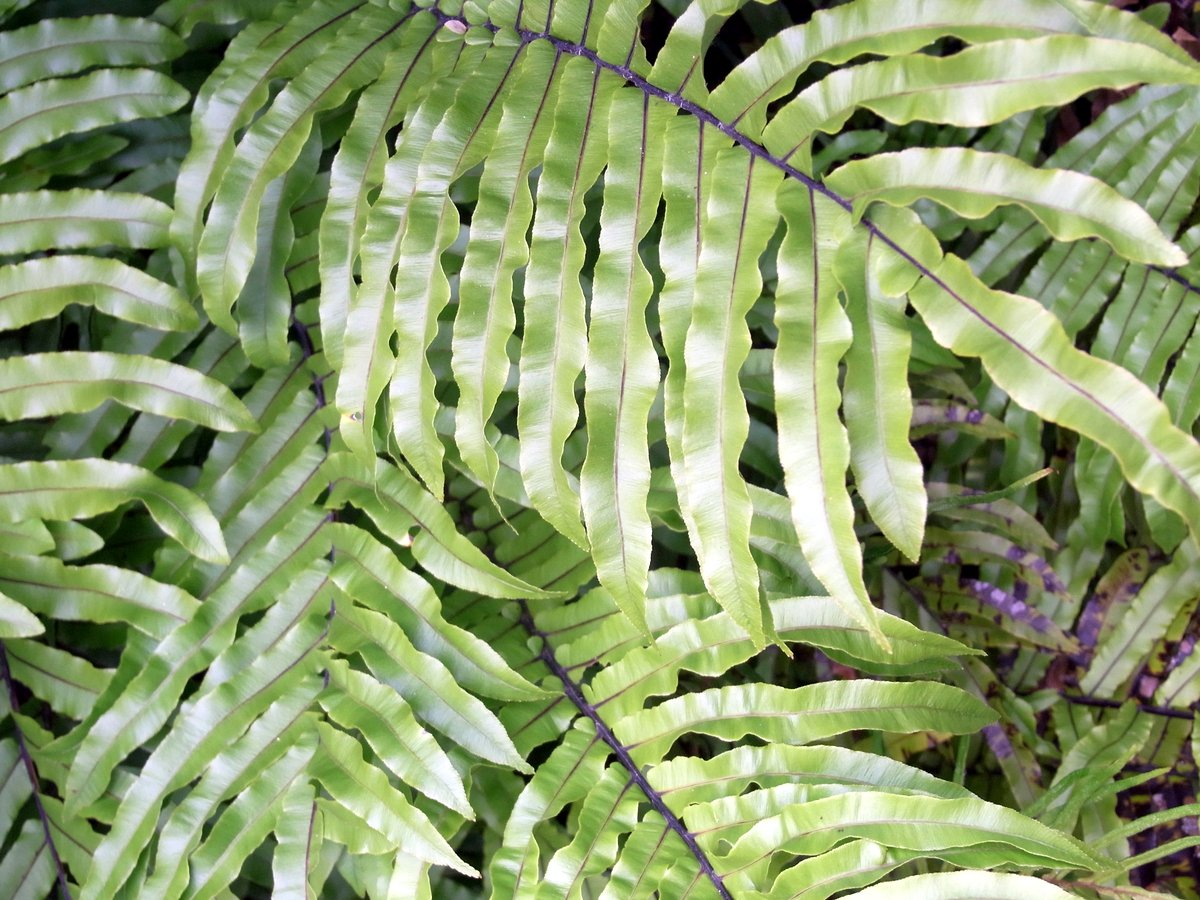